# 48 aC

## Esdeveniments

### República Romana
- Publi Servili Vàtia Isàuric i Juli Cèsar, són cònsols.
- Segona guerra civil romana
  - Marc Antoni se suma al Cèsar.
  - Batalla de Dirràquium.

## Naixements
- Luci Calpurni Pisó Cesoní, consol romà.
- Consort Ban, concubina de l'emperador xinès Cheng de Han, també una donar poeta i erudita.

## Necrològiques
- 29 de setembre - Gneu Pompeu Magne: estadista i general romà (nascut 106 aC) (assassinat).
- Tit Anni Papià Miló, polític romà (mort exiliat)